# Mishima (Shizuoka)
Mishima (三島市?) è una città giapponese della prefettura di Shizuoka.